# Wikifarm
Een wiki hosting service of wiki farm is een server (of een reeks servers) die het aanmaken en ontwikkelen van afzonderlijke wiki's eenvoudiger maken. Wikifarms dienen niet verward te worden met "wiki-familie", een meer algemene term voor een willekeurige verzameling wiki's op eenzelfde server.
Voor het starten van een wikifarm dient de software en server ingesteld te worden, waarmee de basis-instellingen voor alle aan te maken wiki's vastgelegd en centraal aangestuurd kunnen worden. Op de server(s) wordt de ruimte dan gereserveerd voor de inhoud van iedere afzonderlijke wiki, waarbij de basisopzet en het uitvoeren van diverse functies (rekenkracht) door betreffende server gedaan wordt.
Zowel niet-commerciële als commerciële wikifarms zijn beschikbaar voor iedere computergebruiker met een internetverbinding als online gemeenschappen. Afgezien van de meeste wikifarms die iedereen toestaat hun eigen wiki te starten zijn er een paar die daarbij restricties opwepen. De meeste wikifarm-bedrijven genereren omzet door reclame te plaatsen maar accepteren als een alternatief hiervoor ook een (maandelijkse) vergoeding.
De meest vermeldenswaardige wikifarms zijn in het midden van de periode 2000 - 2010 begonnen, waaronder Wikia (2004), PBworks (2005), Wetpaint (2005), Wikispaces (2005) en Wikidot (2006).